# Tocantinia misera
Tocantinia misera är en tvåvingeart som först beskrevs av Walker 1854.  Tocantinia misera ingår i släktet Tocantinia och familjen rovflugor. Inga underarter finns listade i Catalogue of Life.